# Piper pleiocarpum
Piper pleiocarpum là một loài thực vật có hoa trong họ Hồ tiêu. Loài này được C.C. Chang ex Y.Q. Tseng miêu tả khoa học đầu tiên năm 1979.